# Corbett Reef
Corbett Reef är ett rev på Stora barriärrevet i Australien.   Det ligger cirka 40 km nordväst om Cape Melville i delstaten Queensland.